# Begraafplaats van Sint-Joris
De Begraafplaats van Sint-Joris is een gemeentelijke begraafplaats gelegen in het Belgische dorp Sint-Joris, een deelgemeente van Nieuwpoort. De begraafplaats ligt aan de Schoorbakkestraat op 880 m ten oosten van het dorpscentrum (Sint-Joriskerk). Ze heeft een trapeziumvormig grondplan en wordt omzoomd door een haag en bomen. De toegang bestaat uit een tweedelig traliehek en aan het einde van het centrale pad staat een crucifix.

## Britse oorlogsgraven
Rechts van het centrale pad ligt een perk met 9 Britse gesneuvelde militairen uit de Tweede Wereldoorlog. Zij waren allen leden van luchtmachteenheden van het Britse Rijk. Zes van hen waren bemanningsleden van een Vickers Wellington bommenwerper die neerstortte op 13 maart 1942.
Twee andere slachtoffers waren bemanningsleden van een Halifax bommenwerper die werd neergeschoten op 28 juli 1944 (de vijf andere bemanningsleden overleefden de crash). Het laatste graf is van de piloot van een Hawker Hurricane jachtvliegtuig. Hij stortte neer op 31 mei 1940.
Hun graven worden onderhouden door de Commonwealth War Graves Commission en staan er geregistreerd onder St. Joris Communal Cemetery.